# Argiria
Argiria (do grego argyros (prata) + ia) é uma condição causada por exposição imprópria a formas químicas de prata, pó de prata ou compostos de prata. O sintoma mais relevante da argiria é que a pele fica azulada ou azulada-cinza. Argiria pode ser encontrada de forma geral no corpo ou em apenas uma área. A condição é acreditada ser permanente, porém terapia a laser está sendo usada para tratar com resultados cosméticos satisfatórios.